# Confrides
Confrides è un comune spagnolo di 309 abitanti situato nella comunità autonoma Valenciana.

## Storia
Le prime menzioni su Confrides risalgono all'anno 1264.

## Geografia fisica
Il comune si trova a nord della comarca di Marina Baixa (o Marina Baja), nella Sierra de Aitana (parte della Cordigliera Betica) a nord della Valle de Guadalest, ed è uno dei comuni più alti (sul livello del mare) dell'intera provincia di Alicante.

La maggiore frazione comunale è Abdet, situata più a valle.

## Galleria d'immagini

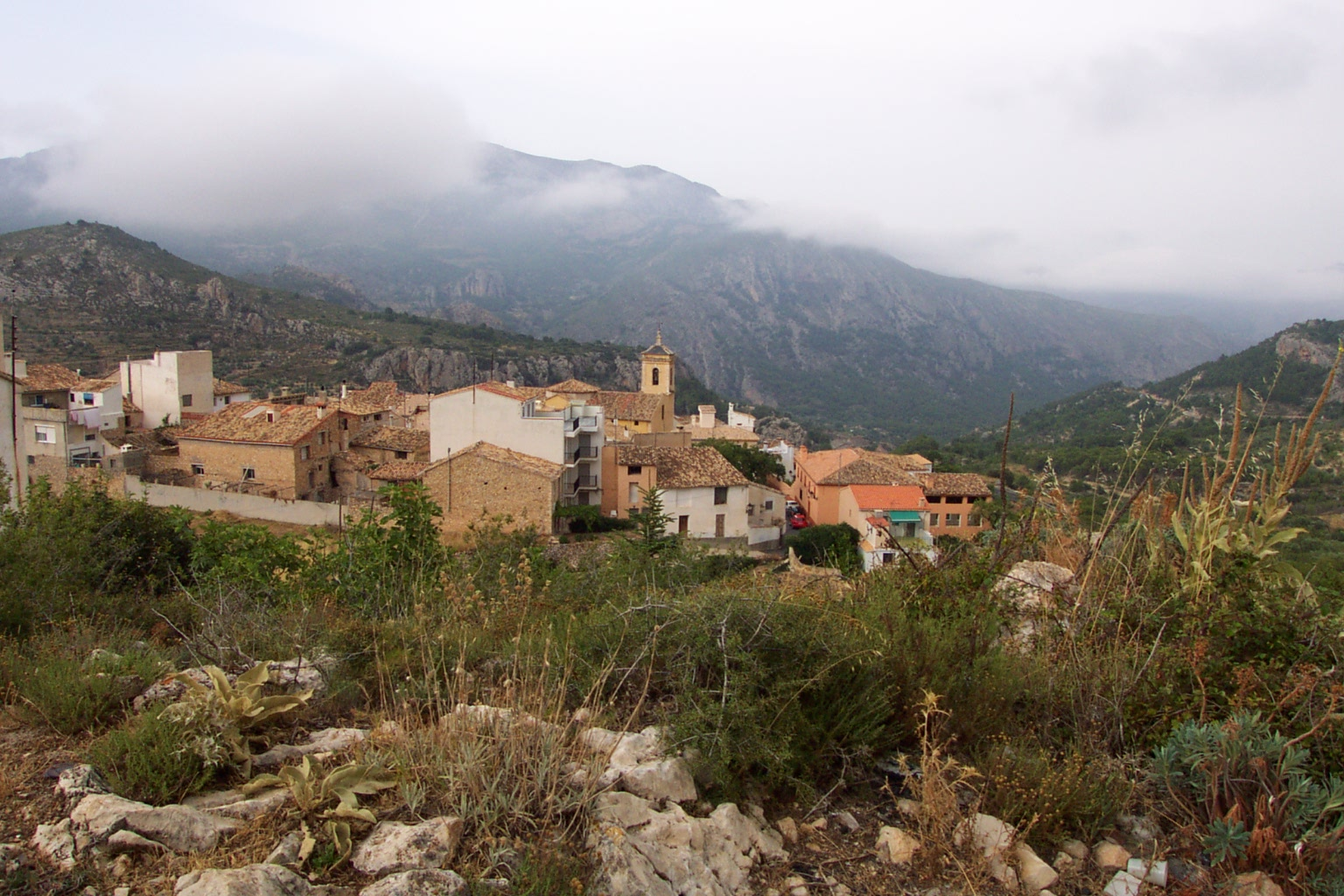
Panorama
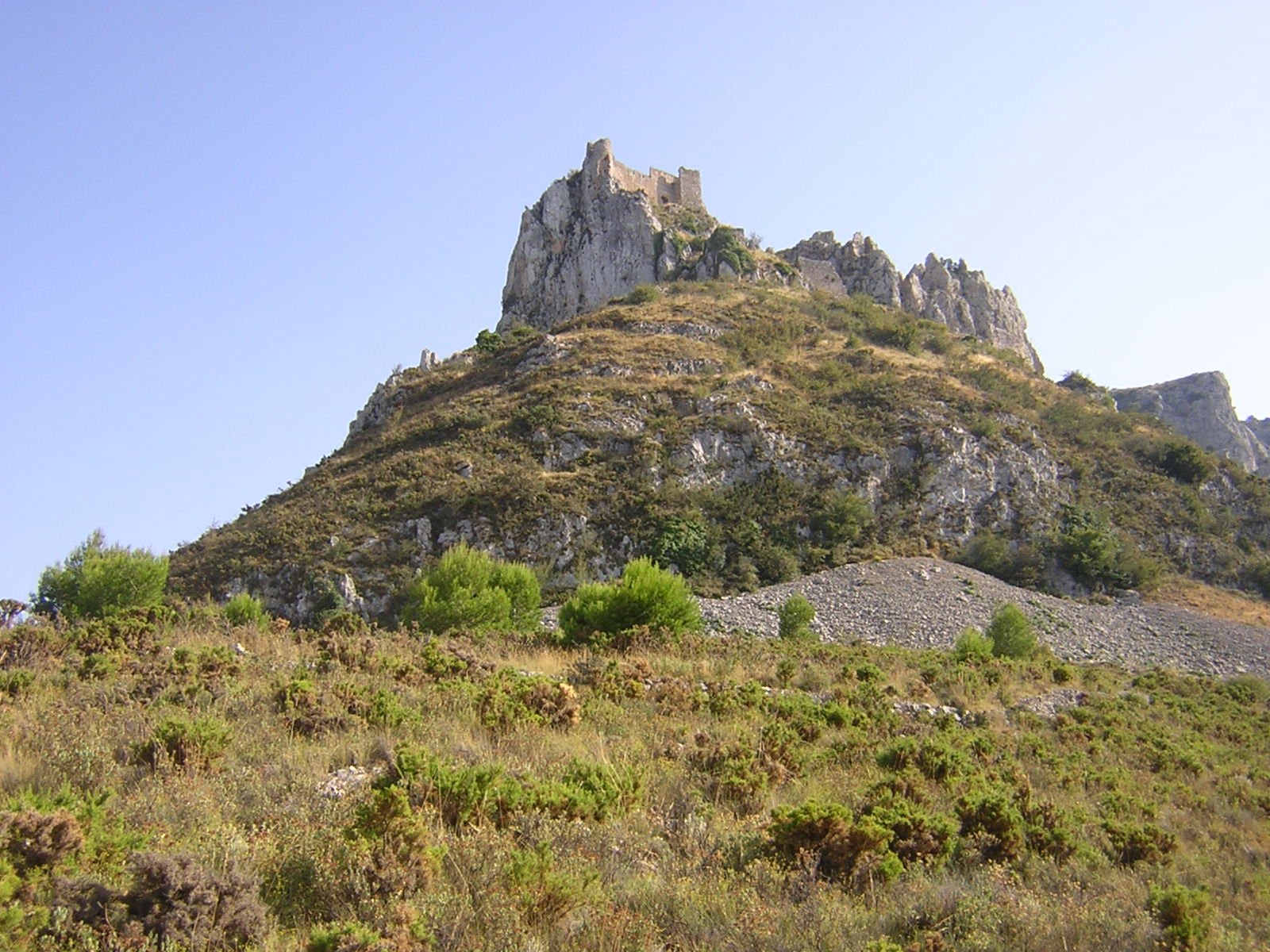
Castello
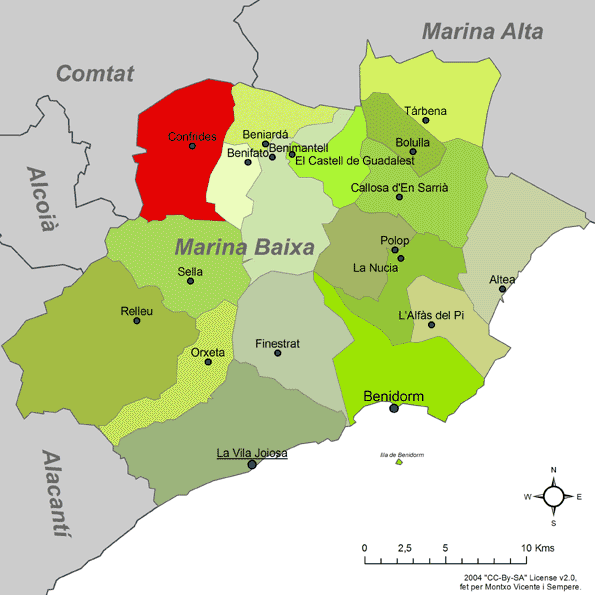
Localizzazione (in rosso) nella comarca di Marina Baixa